# Vairão
Vairão is een plaats (freguesia) in de Portugese gemeente Vila do Conde en telt 1191 inwoners (2001).